# Diphucephala angusticeps
Diphucephala angusticeps är en skalbaggsart som beskrevs av Macleay 1886. Diphucephala angusticeps ingår i släktet Diphucephala och familjen Melolonthidae. Inga underarter finns listade i Catalogue of Life.